# ۴ وستا

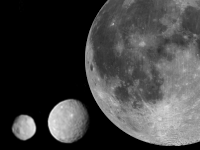
از چپ به راست: وستا، سرس و ماه کره زمین

وِسْتا یا ۴ وِستا (نماد: )، دومین سیارک بزرگ در کمربند سیارکی سامانه خورشیدی بعد از سرس است. وستا از نظر جرم نیز دومین در این کمربند است. این سیارک با قطر حدود ۵۲۵ کیلومتر ۹ درصد از جرم کل کمربند سیارکی را تشکیل می‌دهد.
اندازهٔ نسبتاً بزرگ و همچنین سطح بسیار نورانی آن، وستا را تبدیل به درخشان‌ترین سیارک منظومه شمسی ساخته‌است. در میان سیارک‌ها تنها وستا با چشم غیرمسلح قابل رؤیت است و غیر از آن تنها سرس در شرایط ویژه‌ای با چشم دیده می‌شود. قدر ظاهری وستا ۵٫۲۰ است که از تیتان، بزرگ‌ترین قمر کیوان (زحل)، که مرئی‌ترین آن‌ها هم هست، قابل رؤیت‌تر است. به‌خاطر وجود نمونه‌هایی صخره‌ای از وستا که در فرم شهاب‌سنگ‌های HED به ما رسیده دانشمندان توانسته‌اند مطالعات زیادی بر روی این جسم انجام دهند. در مهرماه سال ۱۴۰۳ یک شهاب سنگ اکندریتی از این سیارک در استان خراسان جنوبی یافت شده که توسط بخش شهاب سنگ شناسی موسسه گوهرشناسی کیپا (کیانپارس) پارک علمی فناوری دانشگاه خوارزمی مورد شناسایی و تایید قرار گرفته است.
این سیارک در ۲۹ مارس ۱۸۰۷ کشف شد. کاشف این سیارک، ستاره‌شناس آلمانی، هاینریش ویلهلم البرس بود.
قدر مطلق سیارک برابر ۳٫۲۰ است.
بلندترین قله در کل منظومه شمسی بر روی این سیارک با نام ریسیلویا با ارتفاع ۲۲٫۵ کیلومتر قرار دارد.
کاوشگر بامداد، در ۱۶ ژوئیهٔ ۲۰۱۱ وارد مدار وستا شد و یک سال مشغول بررسی آن سیارک بود تا ۵ سپتامبر ۲۰۱۲ که آنرا به سوی مقصد نهایی خود، سرس، ترک کرد.

## نگارخانه

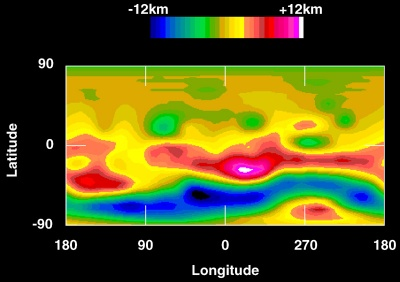
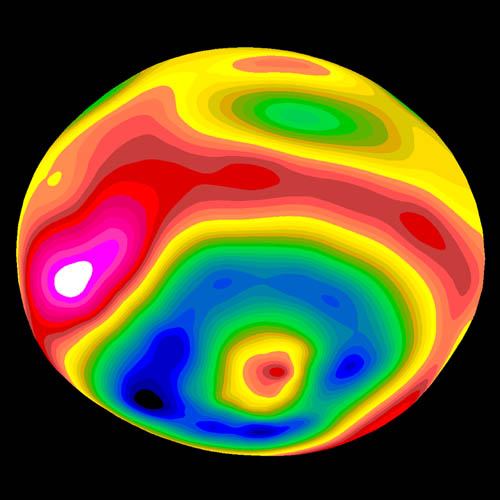
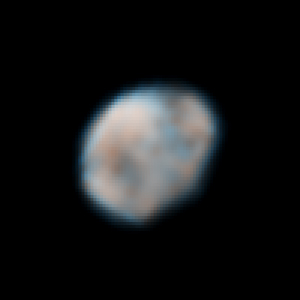